# Морозиха (Нижньогородська область)
Морозиха (рос. Морозиха) — присілок в Ветлузькому районі Нижньогородської області Російської Федерації.
Населення становить 40 осіб. Входить до складу муніципального утворення Крутцовська сільрада.

## Історія
Від 2009 року входить до складу муніципального утворення Крутцовська сільрада.

## Населення
| 1999 | 2002 | 2010 |
| ---- | ---- | ---- |
| 59   | ↘53  | ↘40  |